# Caxiri
Caxiri – słaby napój alkoholowy, wytwarzany przez Indian amazońskich i spożywany w dużych ilościach podczas świąt, a także podczas obrzędów Turé, mających na celu osiągnięcie kontaktu ze światem nadprzyrodzonym. W kontekście rytualnym caxiri przygotowują wyłącznie kobiety, i to będąc poza zasięgiem wzroku mężczyzn.

## Przygotowanie
Kobiety przygotowują w wielkiej kadzi masę ze startych bulw manioku z dodatkiem wody oraz cukru lub miodu, niekiedy także syropu ananasowego. Płyn jest gotowany przez 24 do 48 godzin przy ciągłym mieszaniu w celu neutralizacji toksycznego glikozydu obecnego w surowych bulwach manioku. Następnie podlega fermentacji przez 2–3 dni. Przed pozostawieniem do fermentacji, kobiety gromadzą się wokół kadzi i śpiewają pieśni szamańskie. Na koniec wkładają do kadzi niewielką tykwę z liśćmi ananasa wewnątrz. Gdy tykwa wypłynie na powierzchnię, napój uważa się za gotowy do spożycia.
Podczas libacji zarówno kadź, jak i caxiri stają się „bytami ponadnaturalnymi”, opisanymi w kosmologii Indian.